# Большой Известняковый
Большо́й Известняко́вый — остров архипелага Северная Земля. Административно относится к Таймырскому Долгано-Ненецкому району Красноярского края.

## География
Входит в состав Известняковых островов. Расположен в центральной части архипелага между островами Комсомолец и Октябрьской Революции (ближе к острову Комсомолец) в самой западной части пролива Красной Армии. Расстояние до острова Комсомолец — 500 метров, до острова Октябрьской Революции — около 3 километров.

## Описание
Являются на самом деле двумя разными островами разделёнными узким 300-метровым проливом. Западный остров имеет 6,9 километра в длину и до 4,1 километра в ширину. Восточный — 4,7 километра в длину и до 2,75 километров в ширину. Наивысшая точка восточного острова — 52 метра, находится на покрытой льдом возвышенности в северо-восточной части острова. С возвышенности к южному берегу стекает небольшой ручей. 
Южный берег обрывистый, высотой до 10 метров, остальные берега пологие. У западного острова льдом покрыт лишь небольшой участок вдоль северо-восточного побережья. Берега пологие. Высота острова понижается с северо-востока на юго-запад, наивысшая точка — 69 метров, в районе наивысшей точки расположен геодезический пункт. По всему острову — редкие каменистые россыпи. Самая западная точка острова носит название мыс Юность.